# Missa in honorem Ssmae Trinitatis

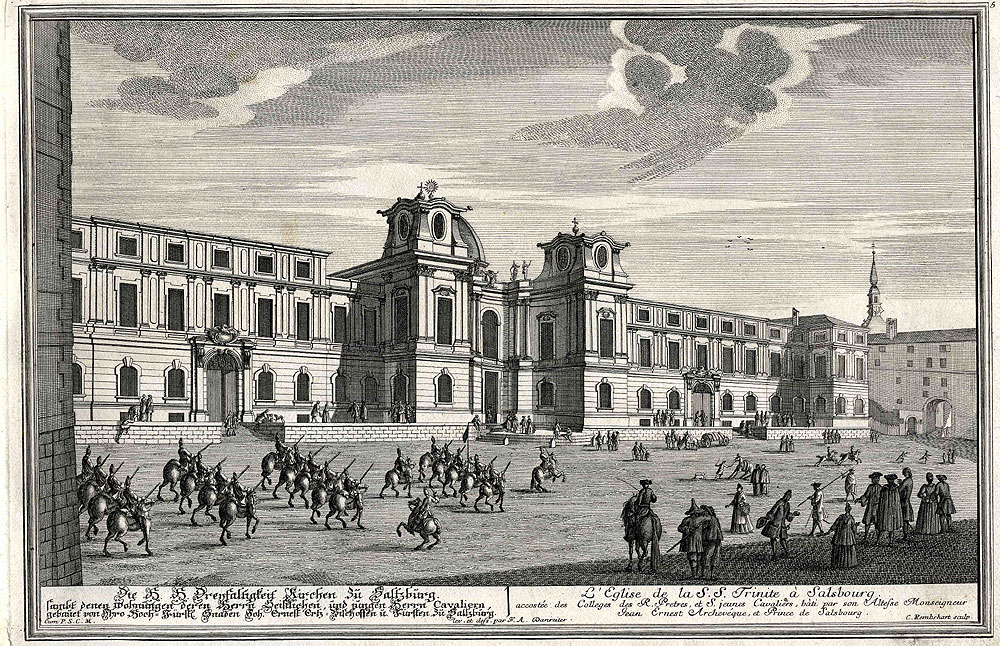
La Iglesia de la Trinidad representada en un grabado de la época (ca. 1735).

La Missa in honorem SSmae Trinitatis (abreviado: Missa Trinitatis; en español, Misa en honor de la Santísima Trinidad y Misa de la Trinidad) en do mayor, K. 167, es una misa, escrita por Wolfgang Amadeus Mozart en 1773.

## Composición
La misa fue compuesta para la festividad de la Santísima Trinidad, según las indicaciones del Hieronymus von Colloredo, a la sazón príncipe-arzobispo de Salzburgo, quien afirmaba que incluso una solemne misa mayor no debía sobrepasar los cuarenta y cinco minutos de duración. Por tanto, la Misa de la Trinidad sería una híbrida entre la missa brevis (por su escasa longitud y duración) y la missa solemnis (por la presencia de trompetas en la instrumentación). En su composición, Mozart evitó las arias para voces solistas.